# Salasuka, Gabrovo
Salasuka (în bulgară Саласука) este un sat în comuna Dreanovo, regiunea Gabrovo,  Bulgaria. 

## Demografie
Componența etnică a satului Salasuka
     Bulgari (27,27%)
     Nicio identificare (0%)
     Altele (72,72%)
La recensământul din 2011, populația satului Salasuka era de 11 locuitori. Din punct de vedere etnic, majoritatea locuitorilor (72,72%) erau alte naționalități, cu o minoritate de bulgari (27,27%). Pentru 0% din locuitori nu este cunoscută apartenența etnică.